# Gottlob Ludwig Rabenhorst
Gottlob Ludwig Rabenhorst (Treuenbrietzen, 22 de marzo de 1806 - Meißen, 24 de abril de 1881) fue un botánico, briólogo, micólogo, farmacéutico alemán.
Comienza en 1822 aprendiendo farmacia en Belzig, y estudia botánica desde 1822 a 1830 en la Universidad Humboldt de Berlín donde se recibe de farmacéutico clase 1.
De 1831 a 1840, ejerce la farmacia en Luckau, e investiga en botánica, principalmente sobre las criptógamas. Publica los resultados de sus observaciones en su Flora lusatica. A partir de 1840, se consagra exclusivamente a sus estudios en botánica y en micología, instalándose en Dresde, y, en 1875, en Meißen. Obtiene un doctorado en 1841 en la universidad de Jena.
Rabenhorst fue uno de los micólogos más importantes de su época, constituyendo un herbario muy rico. A partir de 1852, publica la revista Hedwigia, consagrada únicamente a los champiñones y que continúa hoy día.
De 1844 a 1848, prepara en dos volúmenes Deutschlands Kryptogamenflora (o Flora de los champiñones de Alemania), obra reeditada post mortem bajo el título de Rabenhorst Kryptogamenflora (o Flora de los champiñones Rabenhorst).

## Algunas publicaciones
- "Die Algen Sachsens"
- "Die Algen Europas"
- "Bryotheca europaea. Die Laubmoose Europas"
- "Hepaticae europaeae. Herbarium der Lebermoose Europas"
- "Klotzschii herbarium mycologicum. Centuria 1-20"
- "Fungi europaei, Klotzschii herbarii mycologici continuatio."
- "Lichenes europaei exsiccatii. Die Flechten Europas"
- "Cryptogamae vasculares europaeae. Die Gefäßkryptogamen Europas, gesammelt und getrocknet herausgegeben"
- "Diatomaceae exsiccatae totius terrarum orbis, quas distribuit. Semicent. 1-2"
- "Characeae europaeae" (in Verbindung mit A. Braun und Stizenberger)
- "Kryptogamensammlung. Eine systematische Übersicht über das Reich der sogen. Kryptogamen, mit Illustrationen, welche den in Kürze gehaltenen Text klar veranschaulichen"

## Honores

### Eponimia
- (Bruniaceae) Rabenhorstia Rchb.[1]

## Fuente
- Traducción de los artículos de lengua francesa y alemana de Wikipedia